# Kurt Schütte
Kurt Schütte (14 d'octubre de 1909, Salzwedel - 18 d'agost de 1998, Múnic) fou un matemàtic alemany que treballà en la teoria de la demostració i en l'anàlisi ordinal. L'ordinal de Feferman-Schüttte, que demostrà ser l'ordinal precís d'impredicativitat, porta el seu nom com a homenatge.

## Publicacions
- Schütte, Kurt. Proof theory. 225.  Springer-Verlag, 1977, p. xii+299. ISBN 3-540-07911-4.
- Beweistheorie, Springer, Grundlehren der mathematischen Wissenschaften, 1960, edición revisada al inglés Proof Theory, Springer 1977
- Vollständige Systeme modaler und intuitionistischer Logik, Springer 1968
- amb Wilfried Buchholz: Proof Theory of Impredicative Subsystems of Analysis, Bibliopolis, Neapel 1988
- amb Helmut Schwichtenberg, Mathematische Logik. En: Fischer, Hirzebruch u.a. (ed.) Ein Jahrhundert Mathematik 1890-1990, Vieweg 1990